# مارجاريت شوتليهوتسكي
ولدت مارجاريت شوتليهوتسكي في شهر كانون الثاني، عام 1897م في مقاطعة Margareten، والتي تعتبر المقاطعة الخامسة في مدينة فيينا. وكانت تقع مدينة فيينا حينها في إمبراطورية النمسا المجرية. كانت مارجريت مهنسة معمارية، وكذلك ناشطة شيوعية في المقاومة النمساوية للنازية. ومن أهم أعمالها التي ربطت باسمها، هو مطبخ فرانكفورت.

## التعليم وبداية حياتها
ولدت مارجاريت في عائلة برجوازية. كان جدها غوستاف ليهتسكي عمدة تشيرنوفتسي، وكانت أمها جوليا بوديه من أقارب المؤرخ الألماني فلهلم فون بوده. بينما كان والدها ايفين لوهتسكي موظفاً مدنياً ذو عقلية ليبرالية، وبسبب أنه كان سلمياً مناهضاً للحرب، رحب بنهاية إمبراطورية هابسبورغ وتأسيس الجمهورية في عام 1918.
كانت مارجاريت أول أنثى تدرس في جامعة فيينا للفنون التطبيقية، حيث طلبت والدتها من صديقة مقربة لها، أن يكتب غوستاف كليمت توصية لابنتها لكي تباشر الدراسة في الجامعة تلك. وهو نفس المكان الذي كان كل من يوزف هوفمان، انتون هاناك، وأوسكار كوكوشكا يلقون المحاضرات فيه. قالت مارجاريت اثناء احتفالها بعيد ميلادها المئوي، وهي تذكر اتخاذ قرار دراسة الهندسة المعمارية: «في عام 1916 لم يكن أحد ليتخيل امرأة يتم تكليفها ببناء منزل - ولا حتى أنا».
تعلمت مارجاريت الهنسة المعمارية على يد أوسكار سترناد، وقد حصلت حصلت على جوائز بسبب تصاميمها، حتى من قبل أن تنهي دراستها الجامعية. وكان معلمها أوسكار من رواد sozialer Wohnbau، وهو سكن اجتماعي ميسور التكلفة ولكنه مريح للطبقات العاملة. ومن هذا، تأثرت مارجاريت بفكر أوسكار، فاتجهت نحو ربط التصميم بالوظائف، وكانت تعتقد أن هذا هو التوجه الجديد الذي سيكون مطلوباً في المستقبل.
شاركت مارجاريت أدولف لوس بعد تخرجها، في تخطيط مشروع مستوطنات لمعاقي الحرب العالمية الأولى، وقدامى المحاربين. وفي هذا الوقت، عملت كذلك مع كل من جوسيف فرانك وأتو نويرات على جمعية المستوطنات وتخصيص الحدائق النمساوية التي تأسست حديثًا، حيث طورت مارجاريت منازل أساسية.
تم جمع ذكرياتها مع تلك الشخصيات، والعديد من المهندسين المعماريين والمفكرين النمساويين الآخرين في كتابها Warum ich Architektin wurde («لماذا أصبحت مهندسة معمارية»).

## الجوائز والتكريمات
- جائزة العمارة لمدينة فيينا (1980).
- الديكور النمساوي للعلوم والفنون (1992).
- وسام الشرف للخدمات المقدمة إلى جمهورية النمسا (1997).